# Strada statale 30 di Val Bormida
La strada statale 30 di Val Bormida (SS 30), già conosciuta in Liguria dal 2001 al 2007 e in Piemonte dal 2001 al 2021 come strada regionale 30 di Val Bormida (SR 30) e successivamente strada provinciale 30 di Val Bormida (SP 30), è un'importante strada statale italiana di collegamento interregionale.

## Percorso

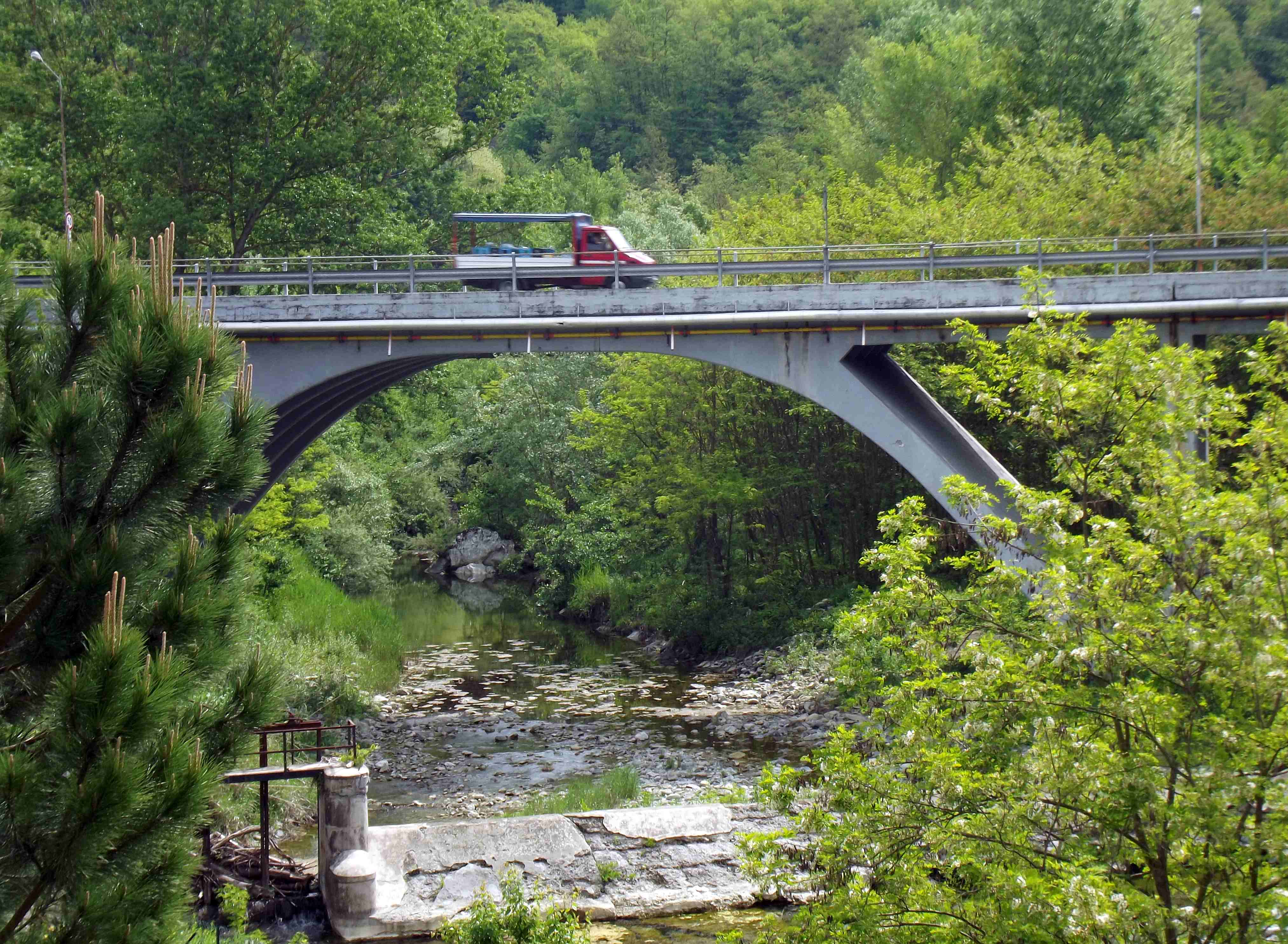
Il ponte sul Valla presso Spigno.

Inizia ad Alessandria e, per i primi km fino all'imbocco della A26, rimane nell'ambito urbano della città, con doppia corsia per senso di marcia; da qui in poi la strada corre, su un percorso pianeggiante e rettilineo, lungo il lato sinistro del fiume Bormida e tocca i comuni di Castellazzo Bormida, Borgoratto Alessandrino, Gamalero, Cassine, Strevi e arriva ad Acqui Terme.
Quest'ultimo si aggira grazie ad una circonvallazione che conduce sul vecchio tracciato, nei pressi di Terzo. Proseguendo il suo percorso passa sulla riva destra del fiume Bormida e inizia la risalita verso la valle omonima, toccando Bistagno, Ponti, Montechiaro Piana, Spigno Monferratoe infine Merana  ed entra in Liguria (dove diventa statale) e termina nel comune di Piana Crixia, dove si immette sulla strada statale 29 del Colle di Cadibona.

## Gestione

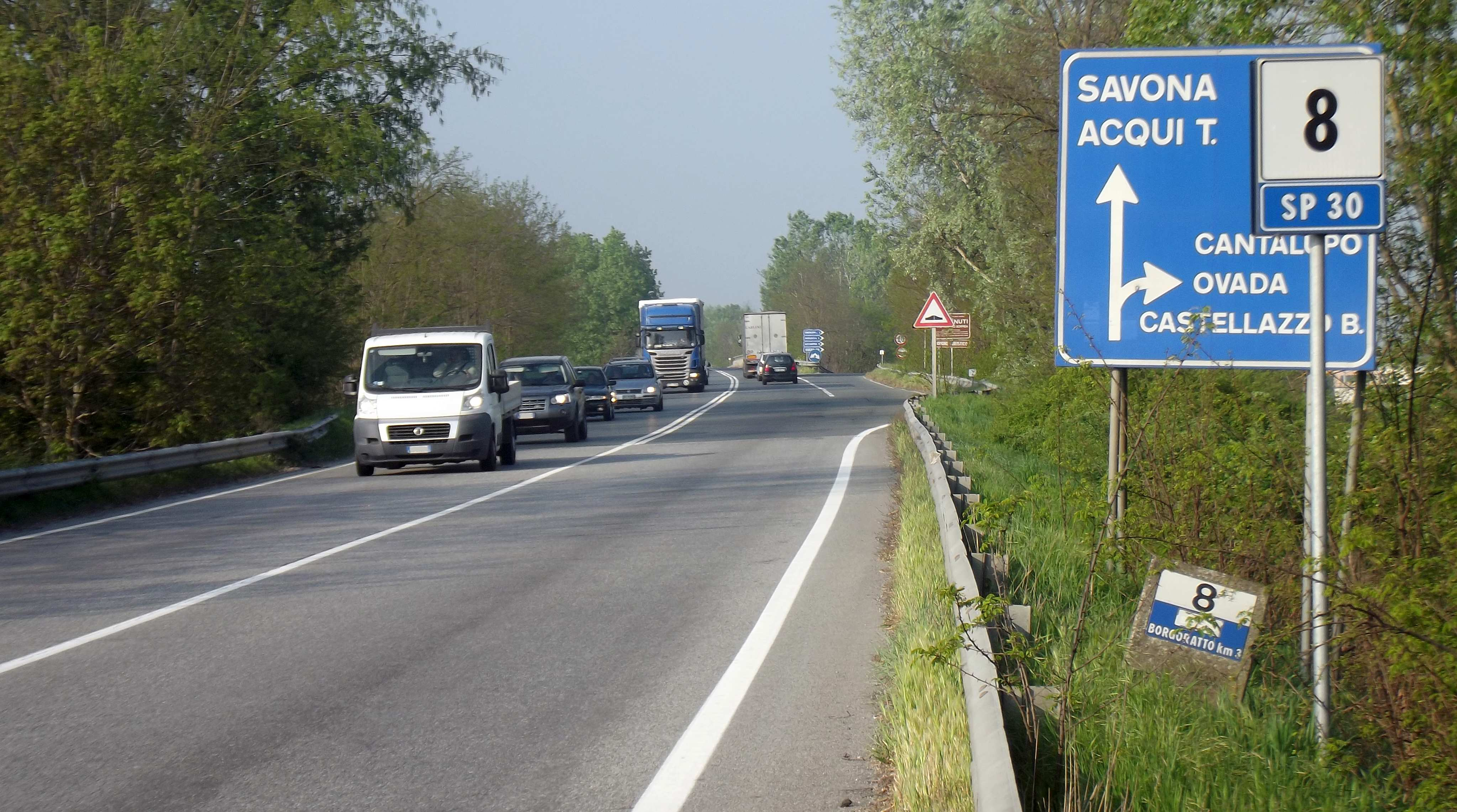
Km 8 della SP 30: il bivio per Castellazzo Bormida e Cantalupo.

In seguito al decreto legislativo n. 112 del 1998, dal 2001, la gestione è passata dall'ANAS alla Regione Piemonte e alla Regione Liguria, che devolsero ulteriormente le competenze alla Provincia di Alessandria e alla Provincia di Savona; la strada, nel tratto piemontese, venne quindi classificata come regionale con il nome di strada regionale 30 di Val Bormida (SR 30), mentre in Liguria, non essendoci la classificazione di strada regionale, venne classificata come provinciale con il nome di strada provinciale 30 di Val Bormida (SP 30).
Nel 2008, con la Legge Regionale Piemonte 6 agosto 2007 n. 19 (BUR 9/8/2007 n. 32) e la conseguente soppressione dell'ARES (Agenzia Regionale Strade), il tratto piemontese venne classificato come strada provinciale con il nome di strada provinciale 30 di Val Bormida (SP 30).
Infine, il 10 marzo 2008, un accordo con il ministro delle infrastrutture Antonio Di Pietro e la Regione Liguria sancì il ritorno del tratto ligure dalla competenza della Provincia di Savona a quella dell'ANAS. Il 23 settembre 2008 fu aperta la diramazione nord-ovest verso la ex strada statale 494 Vigevanese. Il 16 febbraio 2011 fu invece aperto il tratto che porta al casello di Alessandria Ovest sull'A21 verso la ex strada statale 10 Padana Inferiore.
Nel 2021, a seguito di un piano nazionale di rientro di ex strade statali all'ANAS, anche il tratto nella regione Piemonte è tornato ad essere gestito dall'ANAS.